# Cratere Rilke
Rilke  è un cratere sulla superficie di Mercurio.